# Єнбекшинський сільський округ (Мактааральський район)
Єнбекши́нський сільський округ (каз. Еңбекші ауылдық округі, рос. Енбекшинский сельский округ) — адміністративна одиниця у складі Мактааральського району Туркестанської області Казахстану. Адміністративний центр — село Жантаксай.
Населення — 5647 осіб (2021; 5866 у 2009, 5172 у 1999, 5283 у 1989).
Станом на 1989 рік існувала Трудова сільська рада (села Жанатурмис, Жантаксай, Красний Октябр, Трудове, Фрунзе). 2023 року до складу Мирзакентської селищної адміністрації передано 0,98 км² Єнбекшинського сільського округу.

## Склад
До складу округу входять такі населені пункти:
| Населений пункт               | Колишні назви  | Населення, осіб (1989) | Населення, осіб (1999) | Населення, осіб (2009) | Населення, осіб (2021) |
| ----------------------------- | -------------- | ---------------------- | ---------------------- | ---------------------- | ---------------------- |
| Жанатурмис, село              | -              | 349                    | 295                    | 311                    | 438                    |
| Жантаксай, село               | -              | 350                    | 515                    | 665                    | 638                    |
| Нурлитан, село                | Фрунзе         | 771                    | 1003                   | 1063                   | 1020                   |
| Танірбергена Жайлибаєва, село | Трудове        | 2993                   | 2322                   | 2691                   | 2464                   |
| Шугила, село                  | Красний Октябр | 820                    | 1039                   | 1136                   | 1087                   |